# Hugh Last
Hugh Macilwain Last (3 décembre 1894 - 25 octobre 1957) est professeur Camden d'histoire ancienne à l'Université d'Oxford et directeur du Brasenose College d'Oxford.

## Jeunesse
Last est né à Londres le 3 décembre 1894, fils de William Last, directeur du Science Museum. Il fait ses études à la St Paul's School de Londres puis au Lincoln College d'Oxford. Débutant tardivement à l'université en raison de problèmes de santé, il obtient un diplôme de première classe en literae humaniores (classiques) en 1918.

## Carrière académique
Il est nommé membre du St John's College d'Oxford en 1919. Son intérêt pour l'histoire de la Rome antique a été suscité à l'école par l'historien classique T. Rice Holmes, qui enseigne à St Paul, et continue à Lincoln avec William Warde Fowler. Ses intérêts s'élargissent également à des domaines connexes tels que l'histoire orientale ancienne. En 1927, il est nommé maître de conférences en histoire romaine et devient professeur Camden d'histoire ancienne en 1936, un poste qui lui donne une place au Brasenose College. Pendant la Seconde Guerre mondiale, il travaille au centre de décryptage britannique de Bletchley Park, et en 1948 devient le directeur de Brasenose, malgré sa santé et la mauvaise situation financière du collège.
Il fait partie du conseil d'administration de l'école Abingdon de 1947 à 1950.
Il prend sa retraite à cause de ses problèmes de santé en 1956. Il meurt, célibataire, le 25 octobre 1957.